# Kangurzyca
Kangurzyca (ang. Kanga) – fikcyjna postać występująca w obu częściach przygód Kubusia Puchatka autorstwa A.A. Milne’a oraz filmach i książkach stworzonych na ich podstawie.
Kangurzyca jest mamą Maleństwa. Jest bardzo opiekuńcza w stosunku do wszystkich swoich przyjaciół. Piecze pyszne ciasteczka.
W angielskim oryginale Kangurzyca nosiła imię Kanga, a Maleństwo nazywało się Roo, co razem daje angielskie słowo kangaroo (kangur); uzyskane tak imiona w oryginale przypominają imię kobiece (Kanga) i dziecięce gaworzenie (Roo). Na język polski ta gra słów jest nieprzetłumaczalna, polskie określenia Mama Kangurzyca i Maleństwo pochodzą z przekładu Ireny Tuwim. Monika Adamczyk-Grabowska przetłumaczyła ich imiona na Kanga i Gurek, co razem tworzy słowo „kangurek”.